# Whitefield (Grande Manchester)
Whitefield è una località di 23 284 abitanti della contea della Greater Manchester, in Inghilterra, già comune fino al 1974.
Storicamente parte del Lancashire, Whitefield si trovava sul percorso dell'antica strada romana che conduceva da Mamucium (Manchester) al sud, a Bremetennacum (Ribchester), al nord. Nel Medioevo, Whitefield era una divisione della township di Pilkington, essa stessa parte della parrocchia di Prestwich-cum-Oldham e Salford Hundred. Pilkington e Whitefield hanno un collegamento storico con la Contea di Derby. L'agricoltura era l'attività principale in questa zona rurale, accompagnata dalla lavorazione domestica della lana al telaio.
L'urbanizzazione e lo sviluppo di Whitefield coincise ampiamente con la Rivoluzione industriale. Si ritiene che il nome Whitefield derivi dai medievali campi di sbiancamento usati dagli abitanti fiamminghi per sbiancare i loro tessuti, o anche dai raccolti di frumento coltivato tempo prima in quel distretto. La costruzione di strade principali attraverso il villaggio facilitò l'espansione di Whitefield in una città aziendale verso la metà del XIX secolo. Whitefield divenne un distretto di governo locale nel 1866, che fu governato da un Consiglio locale fino al 1894, quando la zona del Consiglio locale divenne Distretto Urbano (Gran Bretagna e Irlanda).